# Staffan Holmqvist
Staffan Holmqvist, né le 24 juillet 1942 à Lund et mort le 23 juin 2007 à Lund, est un dirigeant sportif suédois. 
Premier président de la Fédération européenne de handball (EHF) en 1991, il en assume la direction jusqu'en 2004. Il est notamment à l'initiative de la création des championnats d'Europe masculin et féminin de handball,. 
Staffan Holmqvist a auparavant dirigé la Fédération suédoise de handball de 1979 à 1995 et a ainsi contribué à l'essor du handball suédois sur la scène internationale avec comme point d'orgue le titre de Champion du monde remporté en 1990
Il a également été le Premier vice-président de la Fédération internationale de handball (IHF) de 2000 jusqu'à son décès en 2007